# Traveling Hopefully
Traveling Hopefully é um documentário de curta-metragem de 29 min de 1982. Foi dirigido por John G. Avildsen e foi indicado ao Oscar de melhor documentário de curta-metragem de 1983.